# Challah
Challah (חלה plurale Challot) è un pane tradizionale ebraico a forma di treccia mangiato in occasione dello Shabbat (e di altre feste, tranne Pesach).
Lo Shabbat è il giorno di festa degli ebrei.

## Origine

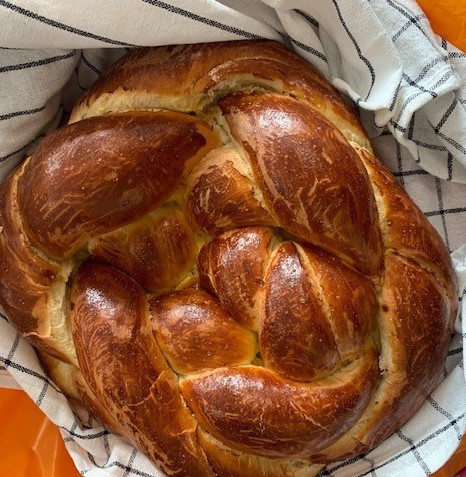
Challah fatta in casa

Il termine challah nell'ebraico biblico significava una specie di pane o torta. La parola aramaica fornita per la sua traduzione è גריצא (pl. גריצן), e quale parola (var. siriaco classico: ȓ ɪ ɝ ɨɐ / ȓ ɪ ɝ ɣ) Payne Smith definisce come "una torta o una pagnotta" o "un boccone di pane". La parola deriva dalla radice chet-lamed-lamed (hallal), che significa "cavo" o "spazio". La prima prova dell'uso del termine challah si trova in Leket Yosher di R. Yosef bar Moshe nel 1873. Egli descrive la sua tavola di Shabbat come avente "tre fini challots mescolati con uova, olio e un po' d'acqua". Nella terminologia rabbinica, challah si riferisce spesso alla porzione di pasta che deve essere separata prima della cottura e messa da parte come decima per il Kohen, poiché il versetto biblico che comanda questa pratica si riferisce alla pasta separata come "challah". La pratica di separare questo impasto a volte divenne nota come separare challah (הפרשת חלה) o prendere challah. Il cibo ottenuto dall'equilibrio dell'impasto è chiamato anche challah. L’obbligo vale per qualsiasi tipo di pane, non solo per quello dello Shabbat. Tuttavia, separare la challah potrebbe essere stato più comune durante la cottura del pane di Shabbat che in altri momenti, perché separare la challah è necessario solo per grandi lotti di impasto (utilizzando più di 10 tazze di farina), come quelli che potrebbero essere preparati per speciali occasioni.